# Molophilus (Molophilus) translucens
Molophilus (Molophilus) translucens is een tweevleugelige uit de familie steltmuggen (Limoniidae). De soort komt voor in het Australaziatisch gebied.